# 戸塚三博
戸塚 三博（とづか みつひろ）は、日本の作曲家。
主に歌謡曲を作曲。
福島県立只見高等学校の校歌も作曲している。

## おもな楽曲提供
- 生田悦子『青い夢』（作詞：川内康範、編曲：森岡賢一郎）
- 二代目コロムビア・ローズ
  - 『智恵子抄』（作詞：丘灯至夫、編曲：石倉重信）※第15回NHK紅白歌合戦出場曲
  - 『二十才』（作詞：丘灯至夫）
  - 『二十四の瞳』（作詞：丘灯至夫）
  - 『智恵子の故郷』（作詞：丘灯至夫）
- 舟木一夫
  - 『友を送る歌』（作詞：植田俤子）
  - 『哀愁の夜』（作詞：古野哲哉）
  - 『星の広場へ集まれ』（作詞：古野哲哉）
  - 『涙の敗戦投手』（作詞：丘灯至夫）
  - 『さらば古い制服よ』（作詞：丘灯至夫）
  - 『さんざしの花咲けば』（作詞：丘灯至夫）
  - 『残雪』（作詞：高峰雄作）
- 本間千代子『幸せの涙』（作詞：荒川利夫）
- 松原智恵子『泣いてもいいかしら』（作詞：植田俤子）
- 酒井和歌子・江夏圭介『大都会の恋人たち』（作詞：万里村ゆきこ）
- 酒井和歌子『青春通り』（作詞：万里村ゆきこ）
- 美空ひばり
  - 『あやめの宿』（作詞：西沢爽）
  - 『海のバラード』（作詞：藤浦洸）